# Liste der Biografien/Perz
Liste der Biografien |
Portal Biografien |
Personensuche
# |
A |
B |
C |
D |
E |
F |
G |
H |
I |
J |
K |
L |
M |
N |
O |
P |
Q |
R |
S |
T |
U |
V |
W |
X |
Y |
Z |
?
 
Pa |
Pc |
Pe |
Pf |
Ph |
Pi |
Pj |
Pk |
Pl |
Pm |
Pn |
Po |
Pr |
Ps |
Pt |
Pu |
Pv |
Pw |
Py
 
Pea |
Peb |
Pec |
Ped |
Pee |
Pef |
Peg |
Peh |
Pei |
Pej |
Pek |
Pel |
Pem |
Pen |
Peo |
Pep |
Peq |
Per |
Pes |
Pet |
Peu |
Pev |
Pew |
Pex |
Pey |
Pez
 
Pera |
Perb |
Perc |
Perd |
Pere |
Perf |
Perg |
Perh |
Peri |
Perj |
Perk |
Perl |
Perm |
Pern |
Pero |
Perp |
Perq |
Perr |
Pers |
Pert |
Peru |
Perv |
Perw |
Pery |
Perz
Die Liste der Biografien führt alle Personen auf, die in der deutschsprachigen Wikipedia einen Artikel haben. Dieses ist eine Teilliste mit 7 Einträgen von Personen, deren Namen mit den Buchstaben „Perz“ beginnt.

## Perz
- Perz, Bertrand (* 1958), österreichischer Historiker
- Perz, Helmuth (1923–1998), österreichischer Langstreckenläufer
- Perz, Rudolf (* 1972), österreichischer Fußballspieler und -trainer

### Perza
- Perzau, Wital (* 1982), belarussischer Biathlet

### Perzb
- Perzborn, Elisabeth (* 1948), deutsche Biologin und Pharmaforscherin

### Perze
- Perzeval, Thomas († 1414), Ratsherr der Hansestadt Lübeck

### Perzy
- Perzyński, Friedrich (1877–1965), Autor, Kunstsammler